# Дух улья
«Дух улья» (исп. El espíritu de la colmena) — фильм режиссёра Виктора Эрисе, снятый в 1973 году.

## Сюжет
Главная героиня — шестилетняя Ана, робкая девочка, живущая в небольшой испанской деревне. Действие происходит в 1940 году, Франко недавно победил в гражданской войне республиканцев. Отец Аны большую часть времени проводит ухаживая за пчелами, ее мать находится в переписке с бывшим возлюбленным-республиканцем. Самый близкий друг Аны — её сестра Изабель.
В начале фильма девочки посещают передвижной кинотеатр и смотрят фильм «Франкенштейн», который производит огромное впечатление на Ану. Она начинает переносить свои впечатления в реальную жизнь, поверив, что если закрыть глаза и позвать монстра, то он придет.
Вскоре Ана находит солдата-беглеца, воевавшего за республиканцев и теперь ищущего пристанище. Девочка решает, что это и есть тот самый монстр, которого она позвала. Она приносит солдату еду, отцовские часы и пальто. Эта странная дружба длится недолго. Испанская полиция находит беглеца и расстреливает его. Вскоре полиция передает главе семейства пальто и часы. Отец, чтобы выяснить, кто знал о солдате-беглеце и помогал ему, достает за завтраком свои именные часы, видит реакцию только одной из своих дочек — Аны. Ана возвращается на место скрытия республиканца и видит следы крови. Увидев, что отец следил за ней, бежит прочь. Она скрывается в лесу. Ночью девочку посещает видение монстра, он печально смотрит на неё и, как в фильме 1931 года, становится подле неё на колени.
Родители находят Ану на следующее утро в целости и сохранности, но она отказывается разговаривать с ними. Врач, осмотревший девочку, уверяет, что последствия перенесенного шока постепенно пройдут. В конце фильма, главная героиня стоит у окна своей спальни и вновь молчаливо взывает к монстру.

## В ролях
- Фернандо Фернан Гомес — Фернандо
- Тереса Химпера — Тереза
- Ана Торрент — Ана
- Изабель Тельерия — Изабель
- Кетти де ла Камара — Милагрос
- Эстанис Гонсалес — солдат
- Лали Сольдевила — Донья Лусия, учительница

## Награды
- 1973 — Кинофестиваль в Сан-Себастьяне
  - «Золотая раковина» — Виктор Эрисе

## Комментарии
Имена главных героев сюжета совпадают с реальными именами актеров. И это не случайно. Всё это — из-за искреннего непонимания детьми отличия между вымыслом и реальностью. Режиссёр прокомметировал: «Ана, главная 6-летняя героиня фильма, не понимала, почему у людей сначала одно имя, которое в миг они могли сменить на другое». Виктор Эрисе решил послушать доводы маленькой девочки, сменив в сценарии имена главных героев на настоящие.
«Название, на самом деле, мне не принадлежит. Оно заимствовано из одной книги, на мой взгляд самой прекрасной, которую когда-либо писали о жизни пчёл. Автор данной книги великий поэт и драматург — Морис Метерлинк. В этой книге Матерлинк использует выражение „Дух улья“ для того, чтобы описать этот всемогущий загадочный и парадоксальный дух, которому, кажется, подчиняются пчёлы и который неподвластен пониманию человека» — прокомментировал Виктор Эрисе.